# 谷ルミコ
谷 ルミコ（たに ルミコ、1979年8月14日 - ）は、東京都出身の歌手、タレント。血液型はB型。本名は谷 留美子（たに るみこ）。

## 略歴
- 1999年3月、「モーニング娘。&平家みちよ妹分オーディション」の第1回グランプリ獲得（当時の芸名は三佳千夏（みよし ちなつ））。
- 1999年8月、「Unchain My Heart」で歌手デビュー。
- 2000年9月、引退。
- 2004年11月、谷ルミコの名で再デビュー。
- 2006年10月、キム・ジョンミン（朝鮮語版）（김정민）と結婚。
- 2023年現在、韓国にて本名の谷留美子名義でタレント活動をしている[2]。

## 人物
- 「モーニング娘。&平家みちよ妹分オーディション」の第1回グランプリを獲得し、ハロー!プロジェクトのメンバーとして活動した。同オーディションは後にメロン記念日や松浦亜弥を輩出している。当時の芸名「三佳千夏」は、シャ乱Qのまことが命名。プロデューサーは元東京JAPの真田カオル。
- 2000年に引退したが、韓国の音楽プロデューサーにより日本人初の韓国映画エンディング曲アーティストに抜擢され、2004年に「谷ルミコ」として芸能活動を再開。韓国ではmarchというユニットで活動する。
- 2006年8月、交際を続けてきた歌手・キム・ジョンミン（金正民、本名：김정수、金正洙）との婚約を発表し[3]、同年10月21日に結婚[4]。その後3人の息子を授かり、長男のキム・テヤン（金泰養、日本名：谷泰養）はサガン鳥栖U-18に所属するゴールキーパーで、次男のキム・ドユン（金大地、日本名：谷大地）も鳥栖U-18に所属するフォワードである[5]。
- 中央日報は谷が在日韓国人3世と報じた[3][4][リンク切れ]が、本人はTwitterで否定し日本のパスポートの写真をアップロードした[1]。韓国SBS放送の番組『スター夫婦ショー チャギヤ（朝鮮語版）』において、谷は在日韓国人ではなく日本人だと訂正された。

## 作品

### シングル
- 三佳千夏

1. Unchain My Heart
作詞 - AKA$AKA / 作曲・編曲 - 真田カオル
発売日：1999年8月4日 / 発売：zetima / 品番：EPDE-1048
日本テレビ系『キスだけじゃイヤッ!』 エンディングテーマ。
2. Love, Yes I do!
作詞 - AKA$AKA / 作曲・編曲 - 真田カオル
発売日：1999年11月10日 / 発売：zetima / 品番：EPDE-1062
TBS系アニメ『魔術士オーフェンRevenge』 前期エンディングテーマ。
3. あなたのシャツと Love song
作詞 - 三佳千夏 / 作曲・編曲 - 真田カオル
発売日：2000年5月31日 / 発売：zetima / 品番：EPDE-1077

### アルバム
- コックリさん オリジナルサウンドトラック（2005年4月8日）